# Triphysa kintschouensis
Triphysa kintschouensis är en fjärilsart som beskrevs av Bang-haas 1939. Triphysa kintschouensis ingår i släktet Triphysa och familjen praktfjärilar. Inga underarter finns listade i Catalogue of Life.